# هوارد أولسون
هوارد أولسون هو سياسي أمريكي، ولد في 25 أغسطس 1937 في ميدليا في الولايات المتحدة، وتوفي في 23 نوفمبر 1996 في سانت جيمس في الولايات المتحدة. نشط حزبياً في الحزب الديمقراطي. وقد انتخب عضو مجلس ولاية مينيسوتا ‏.